# Kennetcook River
Der Kennetcook River ist ein rechter Nebenfluss des Avon River in der kanadischen Provinz Nova Scotia.

## Flusslauf
Der Kennetcook River entspringt östlich von Doddridge im Hants County. Er fließt in überwiegend südsüdwestlicher Richtung an Kennetcook und Clarksville vorbei. Nach etwa 55 km erreicht er nördlich von Windsor das Ästuar des Avon River, der in das Minas-Becken mündet.
Der Kennetcook River hat ein Einzugsgebiet von 506 km². Zweimal täglich rollt eine Gezeitenwelle von der Bay of Fundy den Unterlauf des Kennetcook River flussaufwärts. Sie ist noch in Scotch Village bemerkbar.
Der Nova Scotia Highway 236 folgt unweit des südlichen Flussufers dem Flusslauf.  
Der Kennetcook River ist ein Laichgebiet des Atlantischen Lachs. Durch die Errichtung eines Straßendamms am Avon River direkt oberhalb der Einmündung des St. Croix River bildeten sich in Abstromrichtung weitflächige Schlammfelder, die sich auf die Hydrologie und Fauna des Kennetcook River auswirken.